# تراویس رنچ (تگزاس)
تراویس رنچ (به انگلیسی: Travis Ranch) یک منطقهٔ مسکونی در ایالات متحده آمریکا است که در تگزاس واقع شده‌است. تراویس رنچ ۲٬۵۵۶ نفر جمعیت دارد و ۱۴۲ متر بالاتر از سطح دریا واقع شده‌است.